# بيلاتريكس لسترانج
بيلاتريكس لسترانج بيلاتركس، ليسترانج، لوسترانج (بيلا)، واسمها قبل الزواج بلاك (بالإنجليزية: Bellatrix Lestrange)‏ شخصية خيالية لساحرة شريرة في سلسلة هاري بوتر للمؤلفة البريطانية جيه كيه رولينغ. بيلاتريكس ساحرة نقية الدم تنحدر من أسرة بلاك العريقة والنبيلة، هي أخت نارسيسا مالفوي وخالة ابنها دراكو مالفوي، كما أنها خالة نيمفادورا تونكس، وابنة عم سيرياس بلاك وريغولاس بلاك. هي أول آكلة موت أنثى يظهر ولاؤها للجماعة، وأكثر أكلة الموت ولاء وتعلقاً بلورد فولدمورت. Bellatrix كلمة لاتينية تعني المرأة المحاربة. وأيضا اسم نجم لامع في برج الجوزاء يسمى أحيانا نجم الأمازون.

## العائلة والنشأة
وُلدت بيلاتريكس بلاك لسترانج في 1951 لتكون الابنة الكبرى لاثنين من أفراد عائلة بلاك العريقة هما سيغنوس ودرويلا (روزير) بلاك. ترتبط بعلاقات دم ومصاهرة مع العديد من شخصيات الرواية، فهي الأخت الكبرى لكل من نارسيسا مالفوي وأندروميدا تونكس، وهي خالة دراكو مالفوي، وابنة خال سيرياس بلاك، وهي زوجة رودلفاس لسترانج، وتمت لهاري بوتر بقرابة بعيدة.
تؤمن بيلاتريكس بمعتقدات آل بلاك بحماسة شديدة كمعظم أفراد الأسرة، فتؤمن بأهمية نقاء الدم، والتفوق الطبيعي لسلالة بلاك باعتبارها سلالة ملكية ذات دماء نقية. تمتاز بجمال المظهر الخارجي الذي يمتاز به آل بلاك، ولها نظراتهم الحازمة، ومظهرهم الأرستقراطي المتفوق، شعرها أسود طويل، وعيناها سوداوان واسعتان مكحولتان على العكس من أختها نارسيسا الشقراء. لها حزم آل بلاك في نفي أفراد العائلة الذين يعتبرون من خونة الدم بقسوة، ومنهم أختها أندروميدا تونكس، وابن عمتها سيرياس بلاك.
كحال أفراد أسرتها، صُنفت بيلاتريكس في منزل سليذرين عند انضمامها إلى مدرسة هوغوورتس، وهناك قابلت ردولفاس لسترانج الذي تزوجته فيما بعد دون أن ينجبا أطفالاً، وفي سليذرين أصبحت جزءاً من عصابة أصبح كامل أفرادها من أكلة الموت، بمن فيهم زوجها وابن عمتها الآخر ريغولاس بلاك.

## أكلة الموت
أصبحت بيلاتريكس آكلة موت في السبعينيات من القرن العشرين، وانضمت إلى الجماعة مع زوجها رودلفاس وصهرها رابستان، وابن عمتها الآخر ريغولاس بلاك. وهي أول آكلة موت أنثى تظهر في السلسلة، وواحدة من المقربين إلى لورد فولدمورت فيما بعد، حتى أنه يناديها باسم تدليل هو بيلا. وخلافاً للكثيرين من أكلة الموت، ومنهم زوج أختها لوشيوس مالفوي فإن بيلاتريكس بقيت على ولائها لفولدمورت حتى بعد سقوطه في 1981، وسُجنت في أزكابان لمحاولتها العثور عليه وإنقاذه، وذلك عن طريق أسر وتعذيب فرانك وأليس لونغبوتوم الذين كانا من كشافي وزارة السحر لمحاولة معرفة مكان فولدمورت منهما، واشترك معها في تعذيبهما زوجها رودلفاس وصهرها رابستان، وبارتي كروتش الابن، ما أدى إلى فقدان فرانك وأليس لونغبوتوم لعقليهما، واعتقال الأربعة بتهمة تعذيبهما حتى الجنون، الأمر الذي أدى إلى سجنهم جميعاً في أزكابان بعد فترة قصيرة من سقوط فولدمورت.
بيلاتريكس ساحرة قوية، فقد تجنبت بنجاح الوقوع في الأسر عقب سقوط لورد فولدمورت، كما أنها تمتلك براعة خاصة في استخدام تعويذة التعذيب كروشيوس، لكن ولاءها الشديد له، وتعلقها به ظهرا جلياً في قيامها بتزعم المجموعة التي أسرت وعذبت آل لونغبوتوم لمعرفة مكان فولدمورت، رغبة منها في إيجاده واستعادته، الأمر الذي يدل على ولائها له بشكل شخصي، في حين كان الآخرون يوالون الجماعة. وعقاباً لجرائمها، حُكم عليها بالسجن في أزكابان، فتحملت السجن حتى عودة فولدمورت الذي دبر هروبها مع مجموعة من أكلة الموت المعتقلين.

## سجن أزكابان
اعتقلت بيلاتريكس مع زوجها وصهرها وبارتي كروتش الابن، وحُكم عليهم جميعاً بالسجن في أزكابان مدى الحياة بعد قيامهم بتعذيب آل لونغبوتوم، وعند محاكمتها كانت بيلاتريكس امرأة جميلة، طويلة القامة، ذات شعر أسود جميل، وعينين مكحولتين، كما كانت متغطرسة ومتكبرة حتى عندما تعرضت للدمنتورات، فظلت صامدة ومتحدية حتى النهاية.
غير السجن في أزكابان لثلاثة عشر عاماً من مظهر بيلاتريكس، فتحول جمالها إلى مظهر هزيل كئيب، لكنها لم تفقد تكبرها وغرورها وولاءها لسيدها الأوحد لورد فولدمورت الذي نسق فرارها من أزكابان مع جماعة من أكلة الموت في الهروب الجماعي الكبير لهم في يناير 1996، لتعود إلى خدمته بعدها مباشرة، وتستعيد مكانتها المقربة إليه كأخلص أتباعه، رغم أنه جفاها بعض الشيء بعد معركة دائرة الغرائب والأسرار.

## معركة دائرة الغرائب والأسرار
في يونيو 1996 كانت بيلاتريكس لسترانج واحدة من أكلة الموت الذين أُرسلوا إلى دائرة الغرائب والأسرار ليحصلوا على النبوءة من هاري بوتر تحت قيادة لوشيوس مالفوي. وخلال المعركة الكبيرة التي دارت هناك، حاولت بيلاتريكس تعذيب جيني ويزلي بواسطة لعنة كروتشيوس، لكن أعضاء جيش دمبلدور منعوها من ذلك، كما أنها قامت بتعذيب نيفيل لونغبوتوم بذات اللعنة لما عرفت أنه ابن فرانك وأليس لونغبوتوم الذين أفقدتهما عقليهما بالتعذيب. وقرب نهاية المعركة، حاربت بيلاتريكس ابن عمتها سيرياس بلاك، وأردته قتيلاً وراء الستار دون أدنى شفقة أو ندم لكونه قريبها، وذلك لأنها تعتبره خائناً، وحاول هاري تعذيبها لما فعلته، . وأثناء معركتها معه، ظهر لورد فولدمورت بنفسه في القاعة، بعد ظهور ألباس دمبلدور لحماية هاري، فقاتل دمبلدور، ثم انسحب، وأخذ بيلاتريكس معه، ما أشر على مكانتها الخاصة في نفسه، لأنه ترك بقية أكلة الموت الذين اعتقلهم دمبلدور لمصيرهم.

## الزيارة إلى سيفروس سنيب
في أغسطس 1997 انضم دراكو مالفوي ابن أخت بيلاتريكس إلى أكلة الموت مكان أبيه السجين في أزكابان، وكمحاولة منه للانتقام من أبيه، كلف فولدمورت دراكو بقتل ألباس دمبلدور، المهمة التي كانت شديدة الخطورة والصعوبة، والتي لم يكن فولدمورت يتوقع أن ينجح دراكو فيها، فقررت أمه اللجوء إلى سيفروس سنيب معلمه المفضل، وأحد أكلة الموت المقربين من فولدمورت ليتدخل لحمايته، الأمر الذي عارضته بيلاتريكس بشدة لعدم ثقتها به، لكنها رافقت أختها في زيارتها إلى منزل سنيب في سبينرز إند حيث سألته بيلاتريكس عدة أسئلة عن ولائه، وموقفه من سقوط فولدمورت ثم عودته، وموقفه من الجماعة، دون أن تقتنع حقاً بولائه، لكنها قبلت أن تعقد القسم الذي لا يُكسر بينه وبين أختها نارسيسا ليقوم بحماية ابنها.
في المقابلة، اعترفت بيلاتريكس بمرارة أن فولدمورت تغير عليها بعض الشيء بعد إخفاقهم في الحصول على النبوءة، ولامت زوج أختها لوشيوس مالفوي وسيفروس سنيب على هذا الفشل الكبير. كما تمنت لو كان لها أولاد لتضحي بهم في سبيله.

## مقدسات الموت
في هاري بوتر ومقدسات الموت فولدمورت أعطى بيلاتريكس كأس هلغا هافلبف، أحد الهوركروكسات، لتحفظه في خزنتها في بنك غرينغوتس، ولكن هاري، رون وهيرمايني تمكنوا من الحصول على الكأس بمساعدة جريفوك وتدميره. في معركة هوغورتس الثانية، أطلقت بيلاتريكس تعويذة قتل على جيني وكادت تصيبها، مما أغضب مولي ويزلي بشدة وجعلها تقتل بيلاتريكس.

## بيلاتريكس لسترانج في الأفلام
ظهرت بيلاتريكس لسترانج في كتاب هاري بوتر وكأس النار ظهوراً عابراً كذاكرة محفوظة، ثم لعبت دوراً في أحداث الكتاب الخامس هاري بوتر وجماعة العنقاء، وفي فيلم كأس النار حُذف دور بيلاتريكس، بينما أُعلن عن ظهورها في الفيلم الخامس الذي يعرض في 13 يوليو 2007. وفي البداية، اختيرت هيلين مكروري لأداء الدور، لكنها أصبحت حاملاً، فانتقل الدور إلى هيلينا بونهام كارتر التي لعبت دورها في باقي السلسلة حتى النهاية.